# Yūto Takeoka
Yūto Takeoka (japanisch 武岡 優斗 Takeoka Yūto; * 24. Juni 1986 in der Präfektur Kyoto) ist ein japanischer Fußballspieler.

## Karriere
Takeoka erlernte das Fußballspielen in der Universitätsmannschaft der Kokushikan-Universität. Seinen ersten Vertrag unterschrieb er 2009 bei Sagan Tosu. Der Verein spielte in der zweithöchsten Liga des Landes, der J2 League. Für den Verein absolvierte er 40 Ligaspiele. 2010 wechselte er zum Ligakonkurrenten Yokohama FC nach Yokohama. Für den Verein absolvierte er 95 Ligaspiele. 2014 wechselte er zum Erstligisten Kawasaki Frontale. Mit dem Verein wurde er 2017 und 2018 japanischer Meister. Für den Verein absolvierte er 60 Erstligaspiele. 2019 wechselte er zum Zweitligisten Ventforet Kofu. Für den Verein absolvierte er 25 Ligaspiele. 2020 wechselte er zum Ligakonkurrenten Renofa Yamaguchi FC.

## Erfolge
Kawasaki Frontale
- J1 League

Meister: 2017, 2018
- J.League Cup

Finalist: 2017
- Kaiserpokal

Finalist: 2016